# Parapristipoma octolineatum
Parapristipoma octolineatum är en fiskart som först beskrevs av Valenciennes, 1833.  Parapristipoma octolineatum ingår i släktet Parapristipoma och familjen Haemulidae. Inga underarter finns listade i Catalogue of Life.